# Borstelmotten
Borstelmotten (Epermeniidae) is een familie van vlinders.

## Geslachten
(Indicatie van aantallen soorten per geslacht tussen haakjes)
- Africepermenia  (1)
- Agiton  (1)
- Cataplectica  (5)
- Epermenia  (73)
- Gnathifera  (11)
- Lasiostega  (1)
- Mesepermenia  (1)
- Notodryas  (3)
- Ochromolopis  (16)
- Paraepermenia  (1)
- Parochromolopis  (4)
- Phaulernis  (6)
- Picrodoxa  (1)
- Sinicaepermenia  (1)
- Temeluchella  (1)
- Thambotricha  (1)

## In Nederland waargenomen soorten
- Genus: Epermenia
  - Epermenia aequidentellus - (Langgerekte borstelmot)
  - Epermenia chaerophyllella - (Mineerborstelmot)
  - Epermenia falciformis - (Zandkleurige borstelmot)
  - Epermenia illigerella - (Oranje borstelmot)
- Genus: Phaulernis
  - Phaulernis dentella - (Grijze borstelmot)
  - Phaulernis fulviguttella - (Gevlekte borstelmot)